# Фридрих Вильгельм (герцог Курляндии)
Фридрих III Вильгельм (нем. Friedrich (III.) Wilhelm Kettler; 19 июля 1692, Митава — 21 января 1711, Киппингхоф) — правящий герцог Курляндский в 1698—1711 годах, супруг будущей императрицы Анны Иоанновны.

## Биография
Фридрих Вильгельм родился 19 июля 1692 года в Митаве в семье герцога Курляндии Фридриха Казимира Кеттлера и его второй супруги Елизаветы Софии Бранденбургской. После смерти своего отца, 22 января 1698 года, в возрасте 7 лет был провозглашён новым герцогом Курляндским и Земгальским. Однако до совершеннолетия Фридриха Вильгельма герцогством управляли его мать и дядя Фердинанд Кетлер, который проживал в Гданьске.
В 1701 году шведские войска оккупировали Земгалию. Герцог Фридрих Вильгельм вместе с матерью бежал из Курляндии к своему дяде, курфюрсту Бранденбургскому Фридриху, который позже был коронован как первый король Пруссии. Фридрих Вильгельм провел в Пруссии восемь лет и только в 1709 году после победы России над Швецией под Полтавой смог вернуться из изгнания на родину. 17-летний Фридрих Вильгельм решил жениться на царевне Анне, дочери царя Ивана V Алексеевича и племяннице Петра Великого. Герцогский совет в 1709 году признал Фридриха Вильгельма совершеннолетним, и в 1710 году он прибыл в Либаву.
11 ноября 1710 году в новой российской столице Санкт-Петербурге герцог Фридрих Вильгельм Курляндский женился на дочери Ивана V Анне, ставшей впоследствии императрицей российской Анной Иоанновной. Брак был скоротечным и бездетным. 21 января 1711 года в Киппингхофской мызе, на обратном пути из Санкт-Петербурга, 18-летний Фридрих Вильгельм умер, а его вдова Анна Иоанновна вместе с телом мужа прибыла в Митаву только 4 марта.
После смерти бездетного Фридриха Вильгельма герцогский титул унаследовал его дядя Фердинанд Кетлер, но де-факто Курляндия стала контролироваться Россией. Герцогство обрело относительную независимость в 1737 году, когда герцогом Курляндским стал Эрнст Иоганн Бирон, фаворит императрицы Анны Иоанновны.